# Adrien Bruneau (homme politique)
Pour les articles homonymes, voir Bruneau.
Ne doit pas être confondu avec Adrien Bruneau (1874-1965), un peintre français.
Adrien-Benoit Bruneau, né le 25 février 1805 à Enghien et mort le 11 mai 1895 à Uccle, est un avocat et homme politique belge.
Après avoir été reçu docteur en droit à l'Université d'État de Louvain en 1827, il devint avocat au barreau de Termonde de 1827 à 1861. Il fut également rédacteur en chef du journal "Het Verbond van Aelst".

## Fonctions et mandats
- Conseiller de régence d’Alost : 1829-1831
- Conseiller provincial de Flandre-Orientale : 1836-1838)
- Député permanent de Flandre-Orientale : 1839-1847
- Membre de la Chambre des représentants de Belgique par l'arrondissement d'Alost : 1847-1852
- Membre de la Chambre des représentants de Belgique par l'arrondissement de Soignies : 1866-1870
- Administrateur-directeur de la société des chemins de fer de Tournai à Jurbise et de Landen à Hasselt : 1858-1865

## Sources
- De Paepe, Raindorf-Gerard, Le Parlement belge 1831-1894. Données biographiques, Bruxelles, Commission de la biographie nationale, 1996, pp. 47–48
- R. Devuldere, Biografisch repertorium der Belgische parlementairen, senatoren en volksvertegenwoordigers 1830 tot 1.8.1965, Gent, 1965, p. 2402.
- E. De Ridder-De Sadeleer, M. Cordemans, Verkiezingen en verkozenen in het arrondissement Aalst 1831-1878, Gent, 1968, p. 121-123.